# MOVIE5 UNICORN TOUR 1993 “4946”
『MOVIE5 UNICORN TOUR 1993 “4946”』（ムービー5　ユニコーンツアー1993 4946）は、日本のロックバンド、ユニコーンのライブ映像を収めた作品。

## 解説
- 解散発表の一ヶ月後に発売された。ラストツアーとなった「UNICORN TOUR 1993 "4946"」の日本武道館、広島サンプラザホール公演の模様を収録。
- ツアータイトルの「4946」は、「シクヨロ」ではなく普通に「ヨンキュウヨンロク」と読む。
- サポートドラマーとして古田たかしが参加。
- DVD版には、30秒弱のオマケ映像が収録されている。

## 収録曲
1. スプリングマンのテーマ
2. 時には服のない子のように
3. あやかりたい'65
4. アナマリア
5. 8月の
6. 甘い乳房
7. 忍者ロック
後に『THE VERY RUST OF UNICORN』で音源化。
8. 裸の王様
9. 薔薇と憂鬱
10. ヒゲとボイン
11. 大迷惑～Drum solo
12. スターな男
13. 人生はジュリアナだ（人生は上々だ）
14. 与える男
15. すばらしい日々